# Harald Aufmuth
Harald Aufmuth ist ein deutscher Techno-DJ und Musiker.

## Aktivitäten
Mit sechs Jahren begann Aufmuth, Akkordeon und Keyboard zu spielen. 1997 begann er seine Aktivität als Techno DJ. 1999 produzierte er seine erste Single Blackout als Harada zusammen mit Jens Lissat und Dietmar Andreas Maier Künstlername King Brain, die auf dem deutschen Technolabel Beta Beat erschien.
Aufmuth ist unter zahlreichen Pseudonymen aktiv und hat zahlreiche Veröffentlichungen auf Musiklabels wie Kling Klong, Trapez, Modart Music, Monique Musique, Kittball, Tiger Records, Kontor Records, Audio Therapy, Micro.Fon Records, Blufin, Dieb Audio, Leftroom Records produziert. In Kooperation mit Ramon Zenker erschienen die Singles Sonic Dust, Klappe Zu Affe Tot, Rappelkiste und Xylopia als Zenker & Harada auf dem Kölner Technolabel Blufin.
Neben seinen Produktionen hat er Remixe für die Künstler AJ Kiss feat Sunny Boy, Prawler, DJ Emerson Oliver Moldan, Jens Lissat oder Pierre Deutschmann angefertigt. Erfolgreich war unter anderem die Single Thinking and Doing Less die im Jahr 2014 auf Kling Klong erschienen ist.
Seit 2018 betreibt er das Musiklabel Modart Music.

## Projekte
- Dubticket
- Bitpirates
- Franco Maldini
- Harada
- Harald A
- Monodub
- Oliver Klein & Harada
- Oliver Moldan & Harada
- Prawler
- Ramon Zenker & Harada
- Wollion & Harada